# Erhard Haubold
Erhard Haubold (* 17. Oktober 1944) ist ein deutscher ehemaliger Fußballspieler. In den 1970er-Jahren spielte er für die Betriebssportgemeinschaft Wismut Aue in der DDR-Oberliga, der höchsten Liga im DDR-Fußball.

## Sportliche Laufbahn
Seine ersten sechs Spielzeiten im höheren Ligenbereich bestritt Erhard Haubold als Angehöriger der DDR-Volksmarine bei der Armeesportvereinigung Vorwärts, zunächst von 1963/64 bis 1966/67 mit der Armeesportgemeinschaft Vorwärts Rostock, danach bei der ASG Vorwärts Stralsund, jeweils in der zweitklassigen DDR-Liga. Während er in den beiden ersten Spielzeiten in Rostock mit einem bzw. sieben Ligaeinsätzen nur Ergänzungsspieler war, gehörte er bis zur Saison 1968/69 zur jeweiligen Stamm-Mannschaft.
Den Durchbruch zum Stammspieler schaffte Haubold in der Saison 1965/66. Bei Vorwärts Rostock wurde er in den 30 DDR-Liga-Spielen 27-mal aufgeboten und spielte hauptsächlich als Verteidiger. Dies wiederholte sich 1966/67, allerdings mit nur 22 Einsätzen. Zur Saison 1967/68 wechselte die Sektion Fußball der ASG Vorwärts zum Standort Stralsund. Bei Vorwärts Stralsund musste Haubold sowohl 1967/68 als auch 1968/69 mehrere Spieltage am Stück pausieren, sodass er jeweils nur auf 20 Ligaeinsätze kam. Dabei wurde er 1967/68 dreizehnmal in der Abwehr und siebenmal im Mittelfeld aufgeboten. Seine letzte Spielzeit bei der ASG Vorwärts Stralsund bestritt Haubold 1968/69. Wieder kam er auf 20 Punktspiele, wobei er in der Rückrunde mehrfach fehlte. Erstmals in seiner DDR-Liga-Zugehörigkeit spielte er ausschließlich in der Abwehr. Zur Saison 1969/70 erschien Erhard Haubold nicht mehr im Liga-Aufgebot von Vorwärts Stralsund. Bis dahin hatte er sechs Spielzeiten bei der ASG Vorwärts Rostock/Stralsund 97 DDR-Liga-Spiele bestritten und vier Tore erzielt. 1970 wurde er sowohl bei der Marine als auch bei Vorwärts Stralsund entlassen.
Nächste Station von Haubolds Fußballkarriere war der Oberligavertreter Wismut Aue, wo er bis 1973 aktiv war. Es zeigte sich jedoch von Anfang an, dass er den Anforderungen der Spitzenliga nicht gewachsen war. Er bestritt in der Oberliga nur zwei Spielzeiten, in denen er 1970/71 elf und 1971/72 sieben Punktspiele absolvierte. Dabei stand er jeweils nur sechsmal in der Startelf. Außerdem spielte er 1971/72 und 1972/73 mit der 2. Mannschaft in der DDR-Liga (sieben bzw. ein Einsatz).
Nach der Saison 1972/73 verließ Haubold Wismut Aue und setzte seine Laufbahn bei nur noch unterklassigen Mannschaften fort.